# قسم كليائي الريفي (مقاطعة أسد أباد)
قسم کلیائي الريفي (بالفارسية: دهستان کلیائی) هي قسم تقع في إيران في قسم. يقدر عدد سكانها بـ 3,909 نسمة .